# Bir Mokadem (distrito)
Bir Mokadem é um distrito localizado na província de Tébessa, Argélia. Sua capital é a cidade de mesmo nome. A população total do distrito era de 38 470 habitantes, em 2008.[carece de fontes?]

## Comunas
O distrito está dividido em três comunas:
- Bir Mokkadem
- Guorriguer
- Hammamet